# Chroust maďalový
Chroust maďalový (Melolontha hippocastani Fabricius, 1801) je brouk z čeledi Scarabaeidae a podčeledi Melolonthinae. Je velmi podobný chroustu obecnému (Melolontha melolontha), se kterým se dá snadno zaměnit. Hlavním rozlišovacím znakem je kratší koncový článek zadečku tzv. pygidium, který je paličkovitě zakončený. Dalším podobným broukem je chroustek letní (Amphimallon solstitiale), který je výrazně menší a vylétá obvykle až koncem května.

## Synonyma
- Melolontha aethiops Westhoff, 1884
- Melolontha albicans Stierlin, 1862
- Melolontha amasicola Westhoff, 1884
- Melolontha baicalica Reitter, 1892
- Melolontha coronata Mulsant, 1842
- Melolontha discoidalis Dalla Torre, 1879
- Melolontha festiva Westhoff, 1884
- Melolontha fuscicollis Kraatz, 1885

## Rozšíření
Oproti chroustu obecnému, jehož rozšíření je omezeno pouze na Evropu a Malou Asii, je chroust maďalový rozšířen po celém mírném pásu Eurasie. Vyskytuje se v písčitých oblastech zejména s porosty borovic a jedlí, jejichž kořínky se jeho ponravy přednostně živí. Jeho rozšíření se odráží i v jeho názvech v některých jazycích jako „východní“ a „lesní“, na rozdíl od chrousta obecného, který bývá nazýván „západní“ a „polní“.

## Popis a rozlišení

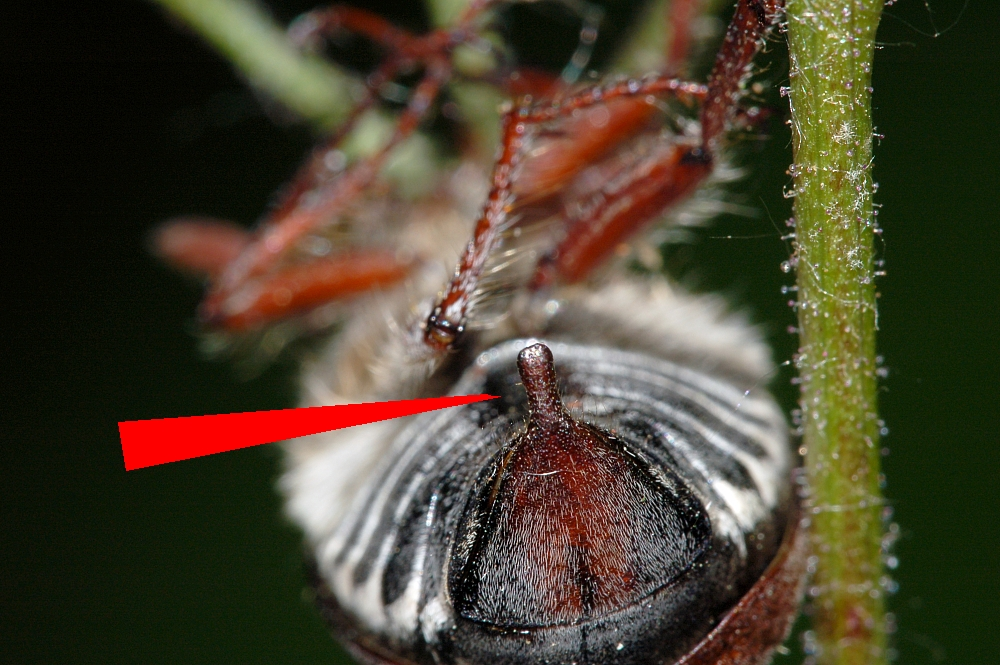
Detail pygidia chrousta maďalového

Jak uvedeno výše je chroust maďalový velmi podobný chroustu obecnému. Vybarvení je velice variabilní, z čehož plyne řada synonymních názvů. Také český lidový název „kominík“ zřejmě pochází z oblasti, kde je populace tmavěji zbarvená oproti chroustu obecnému. Velikost exemplářů je uváděna v rozmezí 20–30 mm, což se překrývá s uváděnou velikostí chrousta obecného, třebaže bývá často uváděno, že chroust maďalový je menší. 
Kromě výše uvedeného rozdílu ve velikosti a tvaru pygidia je dalším spíše pomocným znakem výraznější rýhování krovek u chrousta maďalového. Variabilita obou taxonů způsobuje, že je velice snadné některé zaměnit např. Melolontha hippocastani var. nigripes Comolli, 1837 s tmavou formou M. melolontha nebo Melolontha melolontha var. ruficollis Mulsant, 1842 s M. hippocastani.

## Biologie

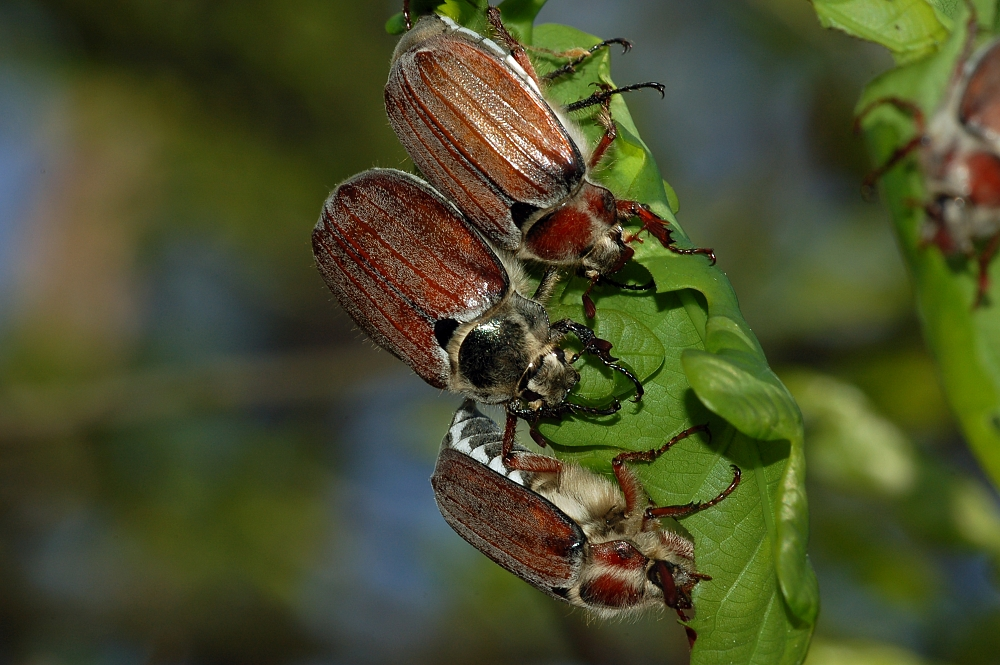
Chrousti maďaloví pasoucí se na dubu

Ponravy se živí zejména kořínky borovic a jedlí. Jejich vývoj trvá tři až pět let. Dospělci se líhnou počátkem května a spásají mladé listy a výhonky zejména dubů, na nichž mohou způsobit holožír, popřípadě jiných listnatých stromů (buků, bříz, javorů, topolů…) kromě lip, kterým se vyhýbají. Z jehličnanů spásají modřín a někdy i borovici. Samice klade do písčité půdy nejčastěji pod borovice cca 30 vajíček.